# Суитнем, Скай
Скай Александра Свитнем (род. 5 мая 1988 года) — канадская поп-рок-певица и автор песен. Скай Свитнем появилась на музыкальной сцене Канады в 2003 году с дебютным синглом «Billy S.». Через год вышел её дебютный альбом Noise from the Basement. В 2006 году Скай Свитнем была номинирована на Juno Awards в категории «Лучший новый исполнитель».

## Биография
Скай Свитнем родилась 5 мая 1988 года в семье Грега и Дейдры Свитнем. Её назвали в честь острова Скай в Шотландии. Скай начала петь с детства, а затем писать песни.
В июле 2003 года Скай выпустила дебютный сингл «Billy S.». Песня вошла в саундтрек фильма «Как быть». В 2004 году вышел дебютный альбом Noise from the Basement. В том же году Скай выступала на разогреве во время турне Бритни Спирс The Onyx Hotel Tour.
30 октября 2007 вышел второй альбом Скай Свитнем Sound Soldier. Видеоклип на песню «Human», ставшую первым синглом с альбома, был номинирован на премию MuchMusic Video Awards в категории «Лучшая операторская работа».
В 2009 году Скай собрала музыкальную группу под названием Sumo Cyco; в марте 2011 группа выступила на разогреве у Hollywood Undead на концерте в Торонто.

## Дискография
- Noise from the Basement (2004)
- Sound Soldier (2007)

## Награды и номинации
| Год  | Результат | Награда               | Категория                  | Работа       |
| ---- | --------- | --------------------- | -------------------------- | ------------ |
| 2006 | Номинация | Juno Awards           | Новый исполнитель года     | Скай Свитнэм |
| 2008 | Номинация | MuchMusic Video Award | Лучшая операторская работа | «Human»      |

## Фильмография
| Год  |    | Русское название | Оригинальное название | Роль              |
| ---- | -- | ---------------- | --------------------- | ----------------- |
| 2004 | с  |                  | Radio Free Roscoe     | Сидни ДеЛюка      |
| 2004 | тф |                  | Switched!             | в роли самой себя |
| 2006 | мф | «Дневники Барби» | The Barbie Diaries    | Барби             |